# Michael Friedman
Michael (Mike) Friedman (Pittsburgh, 19 september 1982) is een Amerikaans voormalig wielrenner.

## Overwinningen
2005
- Amerikaans kampioen ploegenachtervolging, Elite (met Guillaume Nelessen, Robert Lea en Ryan Miller)
- Univest Grand Prix

2006
- Amerikaans kampioen achtervolging, Elite
- Amerikaans kampioen ploegenachtervolging, Elite (met Michael Creed, William Frischkorn en Charles Bradley Huff)
- Amerikaans kampioen ploegkoers, Elite (met Charles Bradley Huff)
- 9e etappe International Cycling Classic

2007
- Amerikaans kampioen ploegenachtervolging, Elite (met Colby Pearce, Charles Bradley Huff en Michael Creed)
- Amerikaans kampioen puntenkoers, Elite
- Wereldbekerwedstrijd Scratch in Peking

2009
- 1e etappe Ronde van Qatar (ploegentijdrit met Martijn Maaskant, Bradley Wiggins, Hans Dekkers, William Frischkorn, Kilian Patour, Huub Duyn en Ricardo van der Velde)

2010
- Eindklassement Ronde van Korea

## Resultaten in voornaamste wedstrijden
| Jaar | Milaan-San Remo | Parijs-Roubaix |
| ---- | --------------- | -------------- |
| 2008 |                 |                |
| 2009 | 158e            | 99e            |

Butterfield ·
Caldwell ·
Cozza ·
Creed · 
Donald ·
Duggan ·
Duijn ·
Euser ·
Friedman ·
Frischkorn ·
Howes ·
Huff ·
Johnson ·
Lange ·
Lewis ·
MacGregor ·
McCarty ·
Parisien ·
Pate ·
Patour ·
Peterson ·
Tolleson ·
Martin (stagiair) ·
Stetina (stagiair) 
Bäckstedt ·
Caldwell ·
Cozza ·
Danielson · 
Dean ·
Donald ·
Duggan ·
Duijn ·
Euser ·
Farrar ·
Friedman ·
Frischkorn ·
Hesjedal ·
Holloway ·
Laurent ·
Lowe ·
Maaskant ·
Martin ·
McCarty ·
Millar · 
Pate ·
Patour ·
Peterson ·
Sutton ·
Vande Velde ·
Zabriskie
Caldwell ·
Cozza ·
Danielson · 
Dean ·
Dekkers ·
Donald ·
Duggan ·
Duijn ·
Euser ·
Farrar ·
Friedman ·
Frischkorn (tot 30/09) ·
Hesjedal ·
Lowe ·
Maaskant ·
Martin ·
Meier ·
Meyer ·
Millar · 
Pate ·
Patour ·
Peterson ·
Sutton ·
Tuft ·
Vande Velde ·
van der Velde ·
Wiggins ·
Zabriskie ·
Howes (stagiair)
- Library of Congress Control Number: no2011151196
- Virtual International Authority File: 178132579